# Bice Vanzetta
Bice Vanzetta (* 7. März 1961 in Cavalese) ist eine ehemalige italienische Skilangläuferin.

## Werdegang
Vanzetta debütierte im Januar 1986 in Nové Město im Skilanglauf-Weltcup und belegte dabei den 14. Platz über 20 km Freistil. Bei den Nordischen Skiweltmeisterschaften 1987 in Oberstdorf errang sie jeweils den 20. Platz über 20 km Freistil und über 5 km klassisch und den fünften Platz mit der Staffel. Bei ihrer ersten Olympiateilnahme 1988 in Calgary kam sie auf den 17. Platz über 10 km klassisch. Im folgenden Jahr gewann sie den 30-km-Lauf von Toblach nach Cortina. Bei den Nordischen Skiweltmeisterschaften 1991 im Val di Fiemme holte sie die Silbermedaille mit der Staffel und errang den 12. Platz über 5 km klassisch. Im folgenden Jahr gewann sie bei den Olympischen Winterspielen 1992 in Albertville die Bronzemedaille mit der Staffel. Zudem belegte sie den 28. Platz über 5 km klassisch und den 20. Rang beim folgenden Verfolgungsrennen. Ihre beste Weltcupsaison absolvierte sie 1992/93. Zu Beginn der Saison erreichte sie mit dem zehnten Platz über 15 km Freistil im Val di Fiemme ihre erste Top-Zehn-Platzierung im Weltcupeinzel. Es folgte in Cogne mit dem achten Rang über 10 km Freistil ihr bestes Einzelresultat im Weltcup. Beim Saisonhöhepunkt den Nordischen Skiweltmeisterschaften 1993 in Falun gewann sie erneut die Silbermedaille mit der Staffel. Ihr bestes Einzelergebnis bei dieser WM war der 22. Platz über 5 km klassisch. Die Saison beendete sie auf dem 24. Platz im Gesamtweltcup. In ihrer letzten aktiven Saison kam sie Weltcup zweimal in die Punkteränge und belegte den 43. Platz im Gesamtweltcup. Bei den Olympischen Winterspielen 1994 in Lillehammer holte sie die Bronzemedaille mit der Staffel. Zudem errang sie den 34. Platz in der Verfolgung und den 19. Platz über 5 km klassisch. Ihr Bruder Giorgio war ebenfalls Skilangläufer.

## Platzierungen im Weltcup

### Weltcup-Statistik
Die Tabelle zeigt die erreichten Platzierungen im Einzelnen.
- 1.–3. Platz: Anzahl der Podiumsplatzierungen
- Top 10: Anzahl der Platzierungen unter den ersten zehn
- Punkteränge: Anzahl der Platzierungen innerhalb der Punkteränge
- Starts: Anzahl gelaufener Rennen in der jeweiligen Disziplin
- Hinweis: Bei den Distanzrennen erfolgt die Einordnung gemäß FIS.

| Platzierung         | Distanzrennen a | Distanzrennen a | Distanzrennen a | Distanzrennen a | Distanzrennen a | Skiathlon Verfolgung | Sprint | Etappen- rennen b | Gesamt | Team c | Team c  |
| Platzierung         | ≤ 5 km          | ≤ 10 km         | ≤ 15 km         | ≤ 30 km         | > 30 km         | Skiathlon Verfolgung | Sprint | Etappen- rennen b | Gesamt | Sprint | Staffel |
| ------------------- | --------------- | --------------- | --------------- | --------------- | --------------- | -------------------- | ------ | ----------------- | ------ | ------ | ------- |
| 1. Platz            |                 |                 |                 |                 |                 |                      |        |                   |        |        |         |
| 2. Platz            |                 |                 |                 |                 |                 |                      |        |                   |        |        | 2       |
| 3. Platz            |                 |                 |                 |                 |                 |                      |        |                   |        |        | 2       |
| Top 10              |                 | 1               | 1               |                 |                 |                      |        |                   | 2      |        | 8       |
| Punkteränge         | 8               | 2               | 2               | 4               |                 | 1                    |        |                   | 17     |        | 8       |
| Starts              | 14              | 4               | 8               | 6               |                 | 4                    |        |                   | 36     |        | 8       |
| Stand: Karriereende |                 |                 |                 |                 |                 |                      |        |                   |        |        |         |

### Weltcup-Gesamtplatzierungen
| Saison  | Platz | Punkte |
| ------- | ----- | ------ |
| 1985/86 | 47.   | 2      |
| 1986/87 | 37.   | 8      |
| 1990/91 | 42.   | 4      |
| 1991/92 | 43.   | 3      |
| 1992/93 | 24.   | 112    |
| 1993/94 | 43.   | 20     |